# Inácio Luís Madeira de Melo
Inácio Luís Madeira de Melo (1775 – 1833) fue un oficial portugués militar. Sirvió en el cargo de Gobernador de Armas y dirigió las tropas portuguesas con base en Salvador en la lucha contra la Guerra de Independencia de Brasil en esa provincia hasta su capitulación el 2 de julio de 1823, cuando las tropas se retiraron a Portugal.

## Biografía
Los conflictos en Bahía tuvieron un papel fundamental en el contexto que condujo a la Independencia de Brasil, debido al tamaño de la comunidad portuguesa en la región. Después de la Revolución Liberal de Oporto (1820), las ideas liberales llegaron y se difundieron en Salvador.

### En Brasil
Madeira fue designado por Portugal en febrero de 1822 como comandante de armas en Bahía. Este cargo fue creado por las Cortes en septiembre de 1821 como una forma de restablecer el control militar del nuevo gobierno constitucional en Portugal sobre Brasil, tras el regreso del rey Juan VI a Portugal el 26 de abril de 1821. Según este decreto, el comendador respondería sólo a las Cortes de Lisboa, y era expresamente independiente del Gobierno Provincial de Juntas.

### Asedio de Salvador
A principios de 1823, un contingente de tropas portuguesas llegó a Salvador para reforzar el personal militar local leal a Portugal. El entonces Príncipe Regente Pedro nombró a Pedro Manuel para las tropas leales a la independencia de Brasil,[cita requerida] pero fueron derrotados por los portugueses e hicieron una retirada táctica a la región del Recôncavo, ya que los habitantes eran partidarios de la independencia.
El sitio de Salvador comenzó donde había una concentración de comerciantes y soldados portugueses. Bajo asedio, la ciudad no pudo recibir alimentos ni municiones. Madeira pidió ayuda a Portugal, mientras que el Príncipe Regente envió al general francés Pierre Labatut para reforzar las tropas brasileñas.
En un intento por romper el bloqueo, Madeira inició la Batalla de Pirajá el 8 de noviembre de 1822, pero fue derrotada, lo que obligó a sus tropas a retirarse a Salvador.
A principios de 1823, la capital sitiada se deterioró rápidamente. Sin comida, la enfermedad comenzó a extenderse. Madeira salió de Salvador, con unas diez mil personas. A finales de mayo, una flota brasileña bajo el mando de Thomas Cochrane bloqueó Salvador. Las tropas portuguesas se rindieron y abandonaron la ciudad. El 2 de julio, las victoriosas fuerzas brasileñas entraron en la ciudad.